# Het Meisje met de Zwavelstokjes (Efteling)
Het Meisje met de Zwavelstokjes is een attractie in Nederlandse attractiepark de Efteling. Het is een uitbeelding het gelijknamige sprookje van de Deense schrijver Hans Christian Andersen. Het sprookje opende op 15 december 2004 en bevindt zich in het sprookjesbos tussen Repelsteeltje en De Nieuwe Kleren van de Keizer.
De uitbeelding is ontworpen door Michel den Dulk en werd gebouwd voor een bedrag van 1,3 miljoen euro. Het sprookje wordt begeleid door muziek van componist Maarten Hartveldt en een vertelling die geschreven is door Ton van de Ven en ingesproken door Toos van de Voorde-Verdult. 